# Megalodoras
Megalodoras is een geslacht vanstraalvinnige vissen uit de familie van de doornmeervallen (Doradidae).

## Soorten
- Megalodoras guayoensis (Fernández-Yépez, 1968)
- Megalodoras uranoscopus (Eigenmann & Eigenmann, 1888)